# Амато, Пьетро
Пье́тро Ама́то  (итал. и англ. Pietro Amato) — канадский джазовый и рок-музыкант — валторнист итальянского происхождения из города Монреаля.
Пьетро Амато — один из немногочисленных исполнителей на валторне, исполняющей музыку таких неакадемических направлений как джаз, джаз-фьюжн, арт-рок и даже инди-рок. Он постоянный участник музыкальных коллективов Torngat, Bell Orchestre, The Luyas. Периодически он также участвует в концертах рок-группы Arcade Fire. Эти коллективы постоянно гастролируют в различных городах Канады, США и Европы
В 2006 году его ансамбль Bell Orchestre выступал на престижном джазовом фестивале в Монреале. В 2007 году Пьетро Амато в составе этого ансамбля был номинирован на премию Канадской академии звукосаписи «Juno Award» за свой дебютный альбом «Recording a Tape in the Colour of the Light».

## Дискография
Записи ансамблей с участием Пьетро Амато:
Torngat
- Torngat (2002)
- Live at The Bread Factory (2004)
- La Rouge (2005)
- You Could Be (2007)

Arcade Fire
- Funeral (2004)
- Neon Bible (2007)

Bell Orchestre
- Recording a Tape in the Colour of the Light (2005)

Islands
- Return to the Sea (2006)

The Luyas
- Faker Death (2007)